# Сухішвілі Ілля Ілліч
Ілля (Іліко) Ілліч Сухішві́лі (груз. ილია (ილიკო) ილიას ძე სუხიშვილი, 4 квітня 1907, Тифліс — 24 березня 1985, Тбілісі) — грузинський радянський артист балету, балетмейстер.

## Біографія
Народився 22 березня [4 квітня] 1907 року у місті Тифлісі (нині Тбілісі, Грузія). Протягом 1922—1924 років навчався у Студії грузинських народних танців, де був учнем А. Г. Алексідзе та в балетній школі під керівництвом Марії Періні.
1924 року дебютував як виконавець грузинських народних танців на естраді. З 1926 року в трупі Тифліського театру опери та балету, де виконував у виставах грузинські народні танці. Протягом 1928—1932, 1935—1939 та 1941—1945 років — провідний танцівник і балетмейстер цього театру. Постановник та виконавець грузинських танців в операх:
- «Кето і Коте», «Цисана» Віктора Долідзе;
- «Абесалом та Етері» і «Даїсі» Захарія Паліашвілі;
- «Дареджан підступна» Мелітона Баланчівадзе;
- «Сказання про Шота Руставелі» Дмитра Аракішвілі;
- «1905 рік» Магвінетухуцесі.

Також ставив грузинські танці в інших театрах Радянського Союзу: у Київському театрі музичної комедії («Кето і Коте»), Київському театру опери та балету («Даїсі»), Театрі імені Станіславського і Немировича-Данченка в Москві, Ленінградському театрі музичної комедії. Ставив також грузинські народні танці в Ансамблі танцю УРСР під керівництвом Павла Вірського.
Протягом 1933—1935 років удосконалювався у Большому театрі в Москві. Танцював у постановках опер «Демон» Антона Рубінштейна, «Руслан і Людмила» Михайла Глінки, балеті «Коник-Горбунок» Цезаря Пуні, водночас працював помічником балетмейстера театру Касьяна Голейзовського та навчався у Державному інституті театрального мистецтва.
У 1939 році ставив танці в інших театрах. У 1939—1940 роках — соліст Червонопрапорного ансамблю червоноармійської пісні і танцю під керівництвом Олександра Александрова, одночасно у 1939—1941 роках — соліст та постановник грузинських танців в Ансамблі пісні і пляски НКВС СРСР.
Член ВКП(б) з 1944 року. У 1945 році, спільно з дружиною Ніно Рамішвілі, заснував Ансамбль народного танцю Грузинської РСР і потім до кінця свого життя працював у ньому. З 1954 року танцювати перестав, але продовжував постановку номерів. На основі танцювального грузинського фольклору створив танці «Парца», «Лекурі», «Хорумі», «Картулі», «Хаджелурі», «Кінтоурі», Грузинська та Хевсурська сюїти, хореографічну композицію за поемою Шота Руставелі «Витязь у тигровій шкурі» та інші. Разом з ансамблем гастролював в Угорщині, Данії, Італії, Сполучених Штатах Америки та інших країнах.
Помер в Тбілісі 24 березня 1985 року. Похований в Тбілісі на Дідубійському пантеоні.

## Відзнаки
- Зотота медаль на Всесвітньому фестивалі народного танцю (1935)[2];
- Орден «Знак Пошани» (1937)[4];
- Народний артист Грузинської РСР (1948)[4];
- Сталінська премія I ступеня (1949; за постановку нової програми ансамблю та високу майстерність виконання сольних танців)[4];
- Народний артист СРСР (1958)[2];
- Державна премія Грузинської РСР імені Шота Руставелі (1973)[2];
- Орден Леніна (1981)[4];
- Почесний громадянин Тбілісі (1981)[7].

## Вшанування

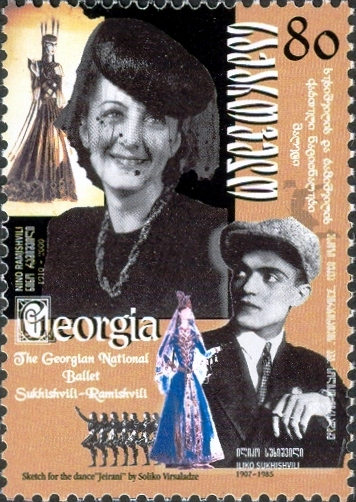
Поштова марка Грузії.

- У 1986 році в Тбілісі, на фасаді будинку № 30 на вулиці І. Абашидзе, Іллі Сухішвілі встановлено меморіальну дошку (барельєф; скульптор Отар Парулава). Викрадена 18 січня 2008 року[8];
- У 2002 році було випущено поштову марку Грузії, присвячену Національному балету Грузії Сухішвілі із зображенням Ніно та Іліко Сухішвілі;
- Ім'я Іллі Сухішвілі носить Ансамбль народного танцю Грузії;
- На околиці міста Тбілісі, є вулиця на честь Іллі Сухішвілі.